# 末廣誠
末廣 誠（すえひろ まこと、1959年1月26日 - ）は、日本の指揮者。

## 来歴・人物
鹿児島県鹿児島市生まれ。鹿児島大学教育学部音楽科卒。その後、桐朋学園大学研究科卒業。1991年に第4回フィッテルベルク国際指揮者コンクールで優勝（第1位）。指揮を秋山和慶・堤俊作・H.レーグナーの各氏に師事。
クラコフ放送交響楽団首席客演指揮者、国立シレジア歌劇場定期客演指揮者、宮城フィルハーモニー管弦楽団（現仙台フィルハーモニー管弦楽団）・群馬交響楽団・札幌交響楽団の指揮者を歴任。
広範なレパートリーを持ち、特にオペラ、バレエ等の舞台作品において活動している。
小学生の頃、自ら小太鼓を習いに行き、学生時代はティンパニ奏者でもあった。
2007年12月2日、学習院OB管弦楽団第56回定期演奏会（皇太子徳仁親王参加）での指揮をする。
地方アマチュアオーケストラとの共演も多い。

## 著書
- 『マエストロ・ペンのお茶にしませんか?』[1]（2007年 レッスンの友社）[5]

## リンク
- 末廣 誠 (@maestromakoto) - X（旧Twitter）